# کوروکاوا ۱۰۳۶۵
سیارک ۱۰۳۶۵ (به انگلیسی: 10365 Kurokawa، نامگذاری:1994WL1) ده هزار و سیصد و شصت و پنجمین سیارک کشف شده‌است که در ۲۷ نوامبر ۱۹۹۴ کشف شد.
قدر مطلق سیارک برابر ۱۵٫۵ است.